# Édouard Choquet
 (novembre 2015).
Si vous disposez d'ouvrages ou d'articles de référence ou si vous connaissez des sites web de qualité traitant du thème abordé ici, merci de compléter l'article en donnant les références utiles à sa vérifiabilité et en les liant à la section « Notes et références ».
Édouard Choquet est un joueur français de basket-ball né le 16 mars 1988 à Limoges. Il mesure 1,88 m et évolue aux postes de meneur et d'arrière.

## Biographie
Édouard Choquet joue sa première saison de basket professionnelle lors de l’année 2014-2015 avec le club de Fos-sur-Mer.
Lors de l'été 2015, il signe pour 3 ans avec l'ASVEL Lyon-Villeurbanne.

### 2015-2016: un nouveau départ avec l'ASVEL
Choquet est le remplaçant du meneur Trent Meacham. Le 17 novembre 2015, lors d'une rencontre dans le cadre de la FIBA Europe Cup, il réalise la meilleure performance de sa carrière avec 14 points (5/7 dont 4/5 à trois points), 5 rebonds et 4 passes décisives.
Après 8 journées de championnat, son club de l'ASVEL Lyon-Villeurbanne comptabilise 7 victoires et 1 défaite. Ils sont donc leader de la Pro A.

## Palmarès
- Vainqueur de la Leaders Cup de Pro B en 2021 avec Fos Provence Basket.
- Champion de Pro A en 2016 avec l'ASVEL.